# Ganggräber von Schlutow

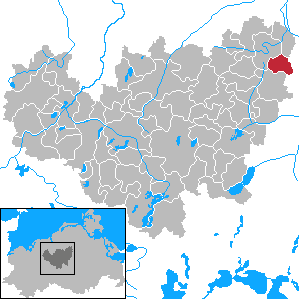
Lage von Finkenthal

Die Ganggräber von Schlutow, einem Ortsteil der Gemeinde Finkenthal, liegen östlich von Alt Pannekow bei Gnoien im Landkreis Rostock in Mecklenburg-Vorpommern und sind Ost-West-orientierte, 1968 von Ewald Schuldt ausgegrabene und rekonstruierte Ganggräber in rechteckigen Hünenbetten mit den Sprockhoff-Nrn. 388 und 398. Die Anlagen entstanden zwischen 3500 und 2800 v. Chr. als Megalithanlagen der Trichterbecherkultur (TBK). Das Ganggrab ist eine Bauform jungsteinzeitlicher Megalithanlagen, die aus einer Kammer und einem baulich abgesetzten, lateralen Gang besteht. Diese Form ist primär in Dänemark, Deutschland und Skandinavien, sowie vereinzelt in Frankreich und den Niederlanden zu finden.

## Schlutow 1
Lage: 53° 55′ 33,9″ N, 12° 44′ 17,2″ O
Das stark überwachsene Ganggrab mit der Nr. 388 hat eine etwa 6,4 m lange, 2,3 m breite und 1,3 m hohe Kammer mit 4 Quartieren und einem 2,8 m langen Gang. Die Diele besteht aus Rotsandsteinplatten und Lehmestrich. Die Tragsteine der Kammer sind erhalten und stehen in situ. Der westliche Deckstein liegt auf, ebenso der zweite von Osten, wenn auch etwas abgekippt. Der östlichste Deckstein ist abgeschoben. Die Kammer liegt in einem Hünenbett, dessen nördliche Längsseite und ein Teil der östlichen Schmalseite erhalten ist. Das wahrscheinlich trapezförmige Hünenbett ist etwa 18,5 m lang und 10,5 bis 9,0 m breit.
Unter den Funden waren neben Holzkohle 21 Scherben, 3 Klingen, 2 Dolche und je ein Querschneider, Schlagstein und ein Schultergefäß.

## Schlutow 2
Lage: 53° 55′ 29,6″ N, 12° 44′ 46,8″ O
Das Ganggrab mit der Nr. 389 hat eine etwa 5,7 m lange, 2,0 m breite und 1,4 m hohe Kammer mit 4 Quartieren. Die Diele besteht aus Rotsandsteinplatten und ist durch Ausfeuerung rot geglüht. Fast alle Tragsteine bzw. Fragmente davon sind erhalten. Die Decksteine sind verschleppt oder versprengt. Der Zugang zur Kammer liegt gut erkennbar auf der Südseite. Das Hünenbett ist abgetragen.
Unter den Funden waren 65 Scherben, 14 Amphoren der Kugelamphorenkultur (KAK), 9 Querschneider, 4 Flachbeile, 4 Doppeläxte aus Bernstein, 3 Schlagsteine, 3 hohe Töpfe, 2 kugelige Schalen, 2 Klingen, 2 Bernsteinperlen, eine doppelschneidige Axt und Holzkohle.

## Schlutow 3
Lage: 53° 56′ 29,5″ N, 12° 42′ 46,1″ O
Das Grab Sprockhoff 390 ist zerstört.

## Schlutow 4
Lage: 53° 56′ 25,4″ N, 12° 42′ 52,5″ O
Sprockhoff 391